# Kevin Labanc
Kevin Labanc (Brooklyn, Nueva York, 12 de diciembre de 1995), apodado Bancer, es un jugador profesional estadounidense de hockey sobre hielo que se desempeña en la posición de extremo derecho en San Jose Sharks, equipo de la National Hockey League (NHL).

## Carrera
Fue seleccionado en la sexta ronda en la NHL Entry Draft de 2014. En 2016 hizo su debut profesional con el equipo San Jose Sharks, donde lleva jugando ocho temporadas.